# Savai'i
Savai'i (en samoan : Savaiʻi), aussi orthographié Savaii, anciennement Salafai, est la plus grande des deux îles principales des Samoa, dans le Sud de l'océan Pacifique.

## Géographie
Savai'i est la plus grande île de Polynésie après Hawaï et les îles du Nord et du Sud en Nouvelle-Zélande.
Son plus haut sommet, le Mauga Silisili, culmine à 1 858 mètres d'altitude. Le sol est généralement très fertile et permet la culture du taro, de l'igname, de la banane, de la noix de coco et du fruit à pain.
L'île est divisée en six districts (itūmālō en samoan) : Fa'asaleleaga, Gaga'emauga, Gaga'ifomauga, Palauli, Satupa'itea et Vaisigano.

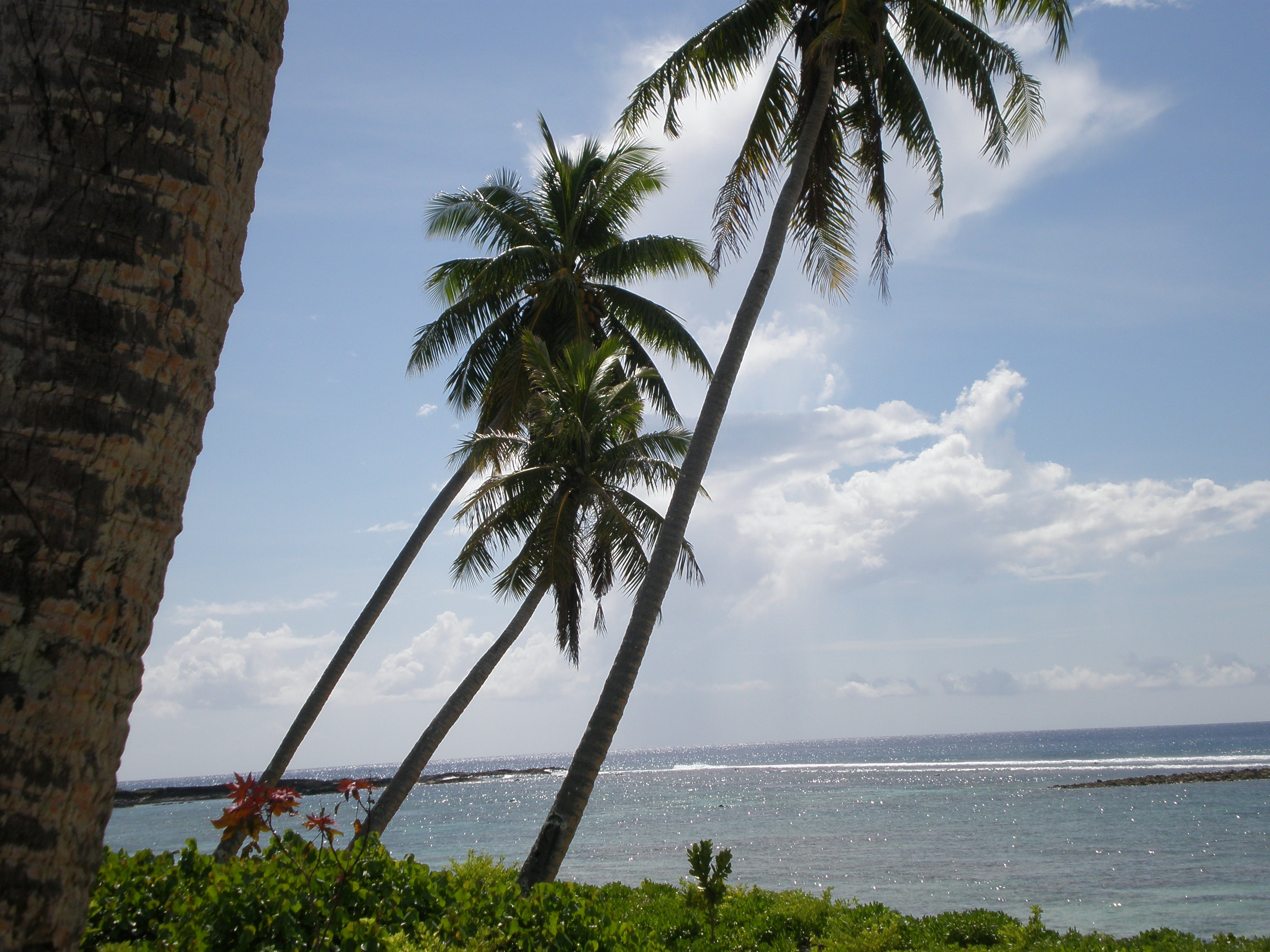
Littoral près du village de Falealupo dans l'ouest de l'île.
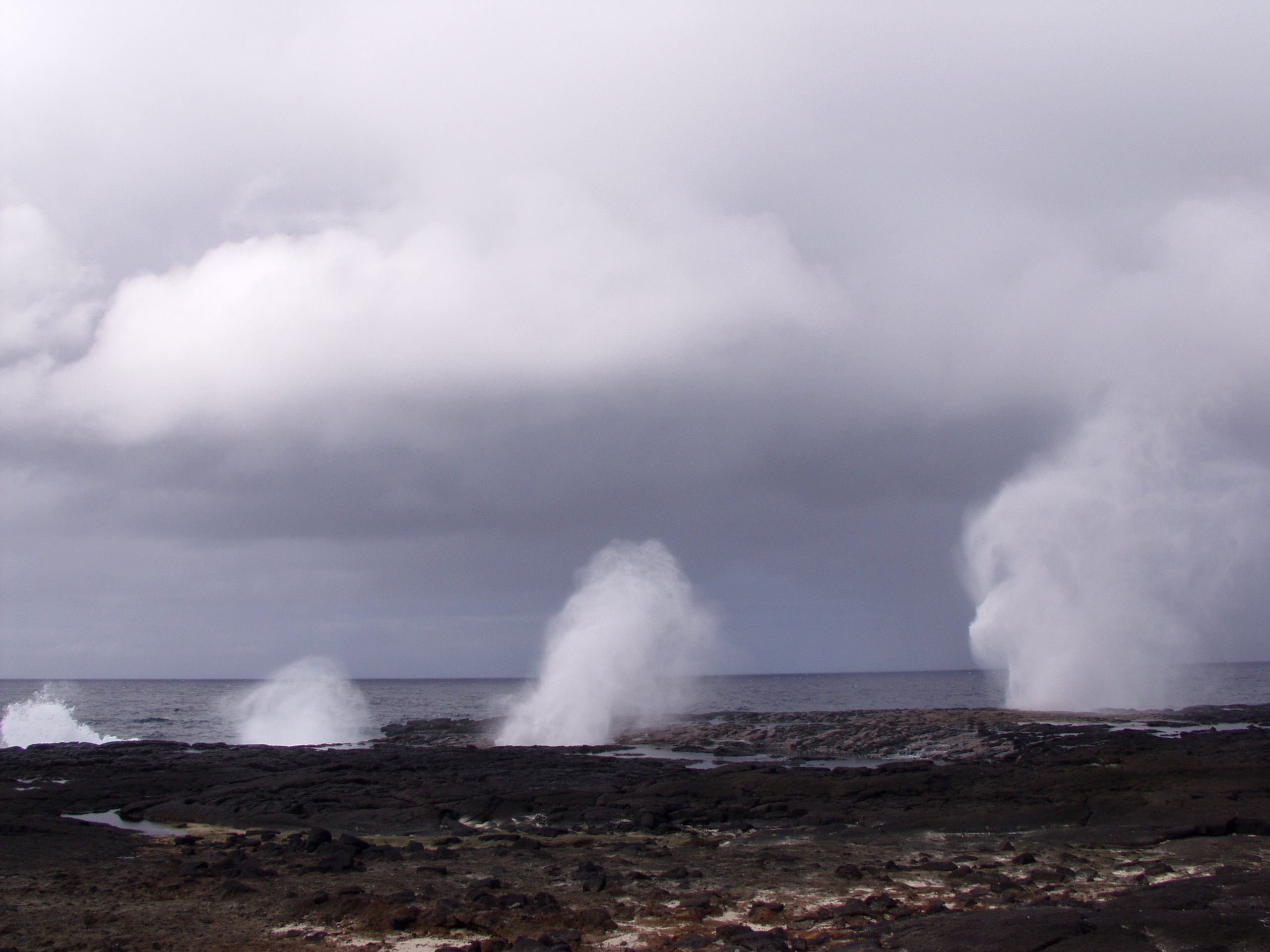
Geysers maritimes non loin du village de Taga.
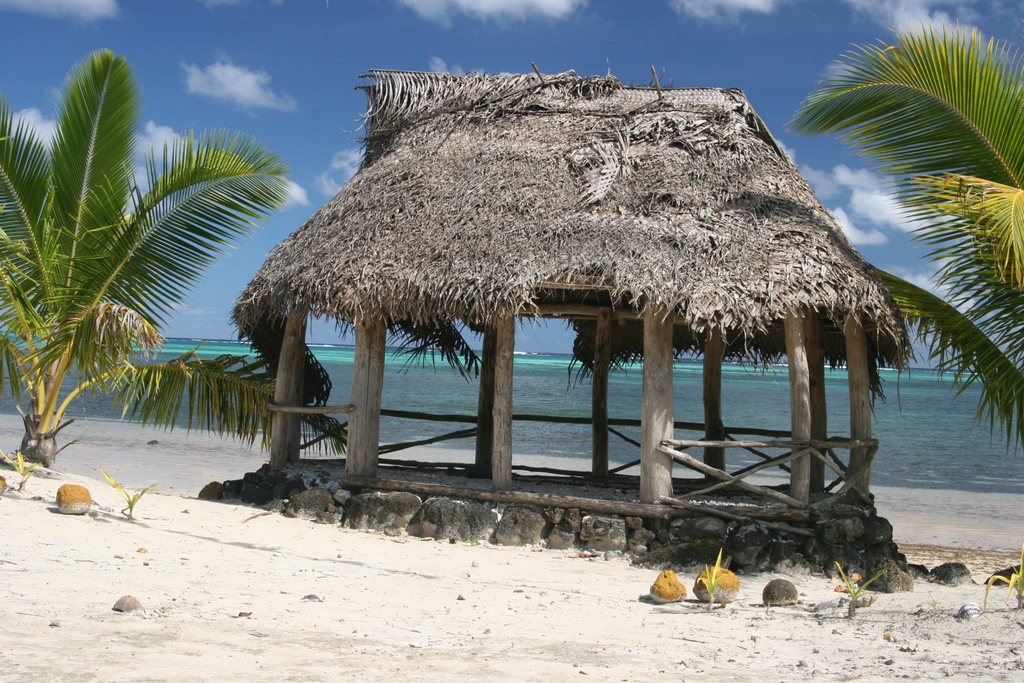
Un faleo'o, une maison traditionnelle

## Démographie
Moins développée que sa voisine Upolu à l'est, elle est aussi moins peuplée avec 43 103 habitants en 2006.

## Personnalités liées à l'île
- Fagaoalii Satele Sunia, militante pour l'alphabétisation
- Cris Masoe, international néo-zelandais de rugby à XV, évoluant au poste de troisième ligne centre.